# Gilbert Bozon
Gilbert Bozon (Troyes, 19 marzo 1935 – Tours, 21 luglio 2007) è stato un nuotatore francese, specializzato nel dorso.

## Palmarès
- Giochi olimpici

Helsinki 1952: argento nei 100 metri dorso.
- Europei

Torino 1954: oro nei 100 metri dorso, argento nella staffetta 4x200 metri stile libero.
- Giochi del Mediterraneo

Alessandria d'Egitto 1951: oro nei 100 metri dorso.
Barcellona 1955: oro nei 100 metri dorso.